# I diavoli di Dayton
I diavoli di Dayton (Dayton's Devils) è un film del 1968 diretto da Jack Shea.
È un film d'azione statunitense con Rory Calhoun, Leslie Nielsen e Lainie Kazan. È incentrato sulle vicende di una banda che tenta di rapinare rubare 2,5 milioni di dollari da una base dell'Air Force.

## Produzione
Il film, diretto da Jack Shea su una sceneggiatura di Fred De Gorter, fu prodotto da Robert Stabler per la Madison Productions e girato, tra le location, nel Deserto del Mojave, in California.

## Distribuzione
Il film fu distribuito con il titolo Dayton's Devils negli Stati Uniti dal 2 ottobre 1968.
Altre distribuzioni:
- in Finlandia (Daytonin jengi)
- in Grecia (Oi asylliptoi listai tou Dayton)
- in Italia (I diavoli di Dayton)

## Critica
Secondo Leonard Maltin è "l'ennesimo film su una rapina" in cui l'unica nota di rilievo risiederebbe nella scena in cui Lainie Kazan canta Sunny.

## Promozione
La tagline è: "7 MEN AND ONE WOMAN - their incredible plan - to steal a $2,500,000 military payroll!".